# Sportjahr 1904
Liste der Sportjahre

◄◄ | ◄ | 1900 | 1901 | 1902 | 1903 | Sportjahr 1904 | 1905 | 1906 | 1907 | 1908 | ► | ►►

Weitere Ereignisse  · Motorsportjahr · Olympische Spiele

## Ereignisse

### Olympische Spiele
- 1. Juli bis 23. November: In St. Louis finden die III. Olympischen Spiele statt.
- Das Canadian Olympic Committee wird gegründet.

### American Football
- In Canton, Ohio, wird das American-Football-Team Canton Bulldogs gegründet.

### Badminton
Höhepunkte des Badmintonjahres 1904 waren die All England und die Irish Open.

#### Internationale Veranstaltungen
| Veranstaltung | Herreneinzel         | Dameneinzel      | Herrendoppel                              | Damendoppel                   | Mixed                                  |
| ------------- | -------------------- | ---------------- | ----------------------------------------- | ----------------------------- | -------------------------------------- |
| All England   | Henry Norman Marrett | Ethel B. Thomson | Albert Davis Prebble Henry Norman Marrett | Ethel B. Thomson Meriel Lucas | Henry Norman Marrett Dorothea Douglass |
| Irish Open    | Blayney Hamilton     | -                | Blayney Hamilton Thomas D. Good           | Meriel Lucas Ethel B. Thomson | L. U. Ransford Mabel Hardy             |

### Fußball
- 28. Februar: Der portugiesische Fußballverein Benfica Lissabon wird gegründet.
- 18. März: Nach Auflösung der Österreichischen Fußball-Union wird in Wien der Österreichische Fußball-Verband gegründet.
- 27. März: Durch ein 1:0 über Juventus Turin gewinnt Genua 1893 seine sechste Meisterschaft in Italien.
- 17. April: Der FC St. Gallen wird Meister der Schweiz.
- 4. Mai: Der Fußballclub Gelsenkirchen Schalke 04 wird gegründet.
- 21. Mai: Die FIFA wird gegründet.
- 29. Mai: Das Finale der deutschen Meisterschaft zwischen Titelverteidiger VfB Leipzig und Britannia 92 Berlin wird wegen eines Streits über den Austragungsort abgesagt.
- 12. August: In der brasilianischen Stadt Botafogo wird der Fußballverein Electro Club gegründet, der noch im gleichen Jahr mit dem örtlichen Ruderverein zum Fußball- und Regattaverein Botafogo FR fusioniert.
- 18. September: Der America FC in Rio de Janeiro wird gegründet.
- 4. Oktober: Auf den Färöern wird der Sportklub HB Tórshavn gegründet.
- Sheffield Wednesday wird englischer Meister.

### Leichtathletik

#### Nationale Leichtathletikmeisterschaften
- Deutsche Leichtathletik-Meisterschaften 1904

#### Leichtathletik-Weltrekorde

##### Langstreckenlauf
- 5. Juni: Alfred Shrubb, Großbritannien, läuft die 10.000 Meter der Herren in 31:02,4 min.
- 19. Juni: Louis de Fleurac, Frankreich, läuft die 3000 Meter der Herren in 9:02,4 min.

##### Sprungdisziplinen
- 23. April: Norman Dole, USA, springt im Stabhochsprung der Herren 3,69 m.
- 6. Juli: Ray Ewry, USA, springt im Standweitsprung 3,476 m.

### Radsport
- 2. – 24. Juli: Henry Cornet aus Frankreich gewinnt die zweite Auflage der Tour de France, die auf der gleichen Strecke durchgeführt wird wie die Tour im Vorjahr.
- UCI-Bahn-Weltmeisterschaften 1904

### Motorsport
- Motorsportjahr 1904

### Rudern
- Cambridge besiegt Oxford im Boat Race.

### Ringen/Schwingen
- 23. Mai: In Wien werden erstmals Weltmeisterschaften im Ringen ausgetragen.
- Inoffizielle Ringer-Europameisterschaften 1904
- Das Brünigschwinget wird erstmals durchgeführt.

### Rugby
- 19. März: Schottland gewinnt die Home Nations Championship 1904.

### Schwimmen
- Deutsche Schwimmmeisterschaften 1904

### Wintersport
- 24. Februar: J. J. Eden, Niederlande, läuft Weltrekord beim 5000 Meter Eisschnelllauf in Hamar in 8:37,6 s.[1]
- Eiskunstlauf-Weltmeisterschaft 1904
- Eiskunstlauf-Europameisterschaft 1904

## Geboren

### Januar
- 01. Januar: Kadri Göktulga, türkischer Fußballspieler und -funktionär († 1973)
- 01. Januar: Rupen Semerciyan, türkischer Basketballspieler und -trainer († unbekannt)
- 02. Januar: Paul Litschi, Schweizer Radrennfahrer († unbekannt)
- 04. Januar: Hjördis Töpel, schwedische Schwimmerin († 1987)
- 07. Januar: Óscar Alfaro, chilenischer Fußballspieler († 1939)
- 08. Januar: Karl Kaschka, österreichischer Fechter († 1941)
- 08. Januar: Gösta Persson, schwedischer Schwimmer und Wasserballspieler († 1991)
- 11. Januar: Johannes Viljoen, südafrikanischer Leichtathlet († 1976)
- 13. Januar: Jean de Beaumont, französischer Leichtathlet, Sportschütze und Sportfunktionär († 2002)
- 13. Januar: Jaakko Friman, finnischer Eisschnellläufer († 1987)
- 13. Januar: Eva Olliwier, schwedische Wasserspringerin († 1955)
- 15. Januar: Jim Bowdoin, US-amerikanischer American-Football-Spieler († 1969)
- 17. Januar: André Blusset, französischer Skilangläufer († 1994)
- 17. Januar: Glenn Graham, US-amerikanischer Leichtathlet († 1986)
- 18. Januar: Angelo Polledri, italienischer Ruderer († 1997)
- 19. Januar: Ralph St. Germain, kanadischer Eishockeyspieler und -trainer († 1974)
- 20. Januar: Alfred Lindley, US-amerikanischer Ruderer († 1951)
- 20. Januar: Leonard O’Brien, US-amerikanischer Hockeyspieler und -trainer († 1939)
- 21. Januar: Puck van Heel, niederländischer Fußballspieler († 1984)
- 21. Januar: John Porter, kanadischer Eishockeyspieler und -trainer († 1997)
- 21. Januar: André Verdeil, Schweizer Eishockeyspieler († 1990)
- 24. Januar: Wivan Pettersson, schwedische Schwimmerin († 1976)
- 24. Januar: Paul van de Rovaart, niederländischer Hockeyspieler († 1995)
- 25. Januar: Albert De Roocker, belgischer Fechter († 1989)
- 26. Januar: Marcus Nikkanen, finnischer Eiskunstläufer († 1985)
- 29. Januar: Kurt Epstein, tschechoslowakischer Wasserballspieler († 1975)
- 30. Januar: Aleksandrs Ābrams, lettischer Fußballspieler († 1958)

### Februar
- 02. Februar: Alexander Decker, österreichischer Boxer († unbekannt)
- 04. Februar: Josef Klein, deutscher Motorradrennfahrer († 1973)
- 04. Februar: Jozéf Popowski, polnischer Radrennfahrer († 1961)
- 06. Februar: Karl Magnus Satre, US-amerikanischer Skisportler († 1955)
- 08. Februar: Wim Kos, niederländischer Eisschnellläufer († 1930)
- 08. Februar: Hendrik Timmer, niederländischer Sportler († 1998)
- 09. Februar: André Gegout, französischer Eisschnellläufer († 1976)
- 09. Februar: Daniele Pellissier, italienischer Skisportler und Bergführer († 1972)
- 12. Februar: Georges Paillard, französischer Radrennfahrer († 1998)
- 15. Februar: Antonin Magne, französischer Radrennfahrer († 1983)
- 17. Februar: Erna Sondheim, deutsche Fechterin († 2008)
- 18. Februar: Joseph Maffioli, französischer Skispringer († 1965)
- 19. Februar: Józef Oksiutycz, polnischer Radrennfahrer († 1965)
- 20. Februar: Oliver MacDonald, US-amerikanischer Leichtathlet († 1973)
- 22. Februar: Joseph Callens, belgischer Schwimmer und Wasserspringer († 1979)
- 22. Februar: Ernst Jakob Henne, deutscher Motorsportler († 2005)
- 23. Februar: Ralph Breyer, US-amerikanischer Schwimmer († 1991)
- 23. Februar: Cyril Ellis, britischer Leichtathlet († 1973)
- 27. Februar: Max Gebhardt, deutscher Leichtathlet († 1993)
- 27. Februar: André Leducq, französischer Radrennfahrer († 1980)
- 28. Februar: Vladimír Novák, tschechoslowakischer Skilangläufer († 1986)

### März
- 02. März: Torsten Lord, schwedischer Segler († 1970)
- 03. März: Werner Storz, deutscher Leichtathlet († 1982)
- 06. März: Earl Fuller, US-amerikanischer Leichtathlet († 1956)
- 07. März: Ivar Ballangrud, norwegischer Eisschnellläufer († 1969)
- 09. März: Walter Heitmann, deutscher Trabrennfahrer, Pferdetrainer und -züchter († 1990)
- 09. März: Bobby Kohlrausch, deutscher Automobilrennfahrer († 1953)
- 09. März: Karl Kühn, österreichischer Radrennfahrer († 1986)
- 10. März: Oran Pape, US-amerikanischer American-Football-Spieler und Polizist († 1936)
- 11. März: Louis Pesch, luxemburgischer Radrennfahrer († 1959)
- 13. März: George Guthrie, US-amerikanischer Leichtathlet († 1972)
- 13. März: August Heim, deutscher Fechter († 1976)
- 14. März: Milan Truban, jugoslawischer Radrennfahrer († 1929)
- 15. März: Giuseppe Valle, italienischer Wasserballspieler und -trainer († 1990)
- 17. März: Walfried Winkler, deutscher Motorradrennfahrer († 1982)
- 18. März: José Barrientos, kubanischer Leichtathlet († 1945)
- 19. März: Josef Steger, deutscher Radrennfahrer († 1964)
- 20. März: Roberto Figueroa, uruguayischer Fußballspieler († 1989)
- 20. März: Walter Handschuhmacher, deutscher Schwimmer († 1987)
- 20. März: Theodor Thomsen, deutscher Regattasegler († 1982)
- 21. März: Bernard Schmetz, französischer Fechter und Fechtsportfunktionär († 1966)
- 24. März: Peter Bischoff, deutscher Regattasegler († 1976)
- 26. März: Attilio Ferraris, italienischer Fußballspieler († 1947)
- 28. März: Hjalmar Nyström, finnischer Ringer († 1960)
- 31. März: Gustav Kristiansen, norwegischer Radrennfahrer († 1988)

### April
- 04. April: Harald Paumgarten, österreichischer Skisportler († 1952)
- 06. April: Georges Gautschi, Schweizer Eiskunstläufer († 1985)
- 06. April: Herman Whiton, US-amerikanischer Segler († 1967)
- 07. April: Robert Hilliard, irischer Boxer († 1937)
- 07. April: John P. Taylor, britischer Schwimmer und Wasserballspieler († 1980)
- 07. April: Franz Thannheimer, deutscher Skispringer († 1971)
- 08. April: René Féger, französischer Leichtathlet († 1943)
- 08. April: Karl Scherm, deutscher Fußballspieler († 1977)
- 08. April: Georg Werner, schwedischer Schwimmer († 2002)
- 12. April: Puccio Pucci, italienischer Leichtathlet und Sportfunktionär († 1985)
- 14. April: Hans Schumann, deutscher Motorradrennfahrer († 1968)
- 15. April: Antero Kivi, finnischer Leichtathlet († 1981)
- 15. April: Valentin Krempl, deutscher Bobfahrer († 1945)
- 15. April: Giuseppe Lippi, italienischer Leichtathlet († 1978)
- 16. April: Jennison Heaton, US-amerikanischer Bob- und Skeletonfahrer († 1971)
- 17. April: Johannes Blank, deutscher Wasserballtorhüter († 1983)
- 23. April: Clifford Bricker, kanadischer Leichtathlet († 1980)
- 24. April: Florence Blenkiron, britische Motorradrennfahrerin († 1991)
- 26. April: Aatos Jaskari, finnischer Ringer († 1962)
- 27. April: Robert Sinclair Hunter, kanadischer Ruderer und Rudertrainer († 1950)
- 27. April: Danilo Innocenti, italienischer Leichtathlet († 1949)
- 27. April: Hilda James, britische Schwimmerin († 1982)
- 29. April: Otto Kürschner, deutscher Radrennfahrer († 1964)

### Mai
- 02. Mai: Bruno Bianchi, italienischer Segler und Sportfunktionär († 1988)
- 02. Mai: Vernon Morgan, britischer Leichtathlet († 1992)
- 02. Mai: Arturo Moroni, italienischer Ruderer († 1972)
- 04. Mai: Bruno Wolke, deutscher Radrennfahrer († 1973)
- 05. Mai: José Arias, chilenischer Fußballspieler († unbekannt)
- 05. Mai: August Kop, niederländischer Hockeyspieler († 1945)
- 05. Mai: Robert Kronfeld, österreichischer Segelflieger († 1948)
- 06. Mai: Renzo Minoli, italienischer Fechter († 1965)
- 06. Mai: Bernhard Stübecke, deutscher Radrennfahrer († 1964)
- 09. Mai: Pol Demeuter, belgischer Motorradrennfahrer († 1934)
- 10. Mai: Kurt Sucksdorff, schwedischer Eishockeytorhüter († 1960)
- 11. Mai: Gérard Simond, französischer Eishockeyspieler († 1955)
- 13. Mai: Ernest Henry, australischer Schwimmer († 1998)
- 13. Mai: Edoardo Severgnini, italienischer Radrennfahrer († 1969)
- 14. Mai: Allan Potts, US-amerikanischer Eisschnellläufer († 1952)
- 15. Mai: Gustaf Adolf Boltenstern junior, schwedischer Dressurreiter († 1995)
- 15. Mai: Georg Knöpfle, deutscher Fußballspieler und Fußballtrainer († 1987)
- 15. Mai: Emmi Haux, deutsche Leichtathletin († 1987)
- 16. Mai: Hugh Plaxton, kanadischer Eishockeyspieler († 1982)
- 16. Mai: Bruno Sorich, italienischer Ruderer († 1942)
- 19. Mai: Horst Hoeck, deutscher Ruderer († 1969)
- 19. Mai: Sven Thofelt, schwedischer Moderner Fünfkämpfer und Fechter († 1993)
- 20. Mai: Sepp Mühlbauer, Schweizer Skispringer († 1995)
- 21. Mai: Erich Köchermann, deutscher Leichtathlet († 1964)
- 22. Mai: Pierino Gabetti, italienischer Gewichtheber († 1971)
- 25. Mai: Orla Jørgensen, dänischer Radrennfahrer († 1947)
- 27. Mai: Chuhei Nambu, japanischer Leichtathlet und Olympiasieger († 1997)
- 28. Mai: Amos Deacon, US-amerikanischer Hockeyspieler († 1982)

### Juni
- 01. Juni: Helge Jansson, schwedischer Leichtathlet († 1989)
- 02. Juni: František Plánička, tschechischer Fußballspieler († 1996)
- 02. Juni: Roger Plaxton, kanadischer Eishockeyspieler († 1963)
- 02. Juni: Johnny Weissmüller, US-amerikanischer Schwimmer und Filmschauspieler († 1984)
- 03. Juni: František Wende, tschechoslowakischer Skispringer und Nordischer Kombinierer († 1968)
- 04. Juni: Henry Grob, Schweizer Schachmeister († 1974)
- 04. Juni: Jack Lauterwasser, britischer Radrennfahrer († 2003)
- 05. Juni: Andrés Recalde, uruguayischer Boxer († 1956)
- 09. Juni: Herdis McCrary, US-amerikanischer American-Football-Spieler († 1981)
- 12. Juni: William Cox, US-amerikanischer Leichtathlet († 1996)
- 13. Juni: Nello Bartolini, italienischer Leichtathlet († 1956)
- 13. Juni: Michael Gateley, indischer Hockeyspieler († unbekannt)
- 13. Juni: Pál Ványa, ungarischer Skispringer († 1955)
- 14. Juni: Woldemar Gerschler, deutscher Leichtathletiktrainer († 1982)
- 14. Juni: Hermann Niebuhr, deutscher Basketballspieler, -trainer und -funktionär († 1968)
- 14. Juni: Frederick Wolters, US-amerikanischer Hockeyspieler († 1990)
- 18. Juni: Clive Dunfee, deutscher Leichtathletiktrainer († 1932)
- 19. Juni: Johan Meimer, estnischer Leichtathlet († 1944)
- 23. Juni: Otto Polacsek, österreichischer Eisschnellläufer († unbekannt)
- 27. Juni: Helmut Schlöske, deutscher Leichtathlet († 1944)
- 29. Juni: Allie Morrison, US-amerikanischer Ringer und Olympiasieger († 1966)
- 29. Juni: Arthur Müller, deutscher Motorradrennfahrer († 1983)
- 30. Juni: József Takács, ungarischer Fußballspieler († 1983)

### Juli
- 02. Juli: René Lacoste, französischer Tennisspieler und Modeschöpfer († 1996)
- 02. Juli: Frank Southall, britischer Radrennfahrer († 1964)
- 03. Juli: Lauri Virtanen, finnischer Langstreckenläufer († 1982)
- 07. Juli: Leon Birkholc, polnischer Ruderer († 1968)
- 09. Juli: Ernst Küppers, deutscher Schwimmer († 1976)
- 09. Juli: Otto Wahl, deutscher Skilangläufer († 1935)
- 12. Juli: Oto Jurģis, lettischer Leichtathlet († 1973)
- 13. Juli: Sándor Cséfay, ungarischer Handballspieler († 1984)
- 13. Juli: Robert Minton, US-amerikanischer Bobfahrer († 1974)
- 14. Juli: Franz Donth, tschechoslowakischer Skilangläufer († unbekannt)
- 14. Juli: Josef Straka, tschechoslowakischer Ruderer († 1976)
- 19. Juli: Victor Hopkins, US-amerikanischer Radrennfahrer († 1969)
- 19. Juli: William Smith, südafrikanischer Boxer († 1955)
- 21. Juli: James Gentle, US-amerikanischer Fußball- und Hockeyspieler († 1986)
- 21. Juli: Henry Johansen, norwegischer Fußballtorhüter und -trainer († 1988)
- 24. Juli: Willi Boltze, deutscher Leichtathlet († 1937)
- 25. Juli: Nils Eklöf, schwedischer Leichtathlet († 1987)
- 28. Juli: Piero Toscani, italienischer Boxer († 1940)

### August
- 02. August: Giacomo Carlini, italienischer Leichtathlet († 1963)
- 02. August: Herbert Müller, deutscher Hockeyspieler († 1966)
- 02. August: Werner Seelenbinder, deutscher Ringer und Kommunist († 1944)
- 04. August: Ukko Hietala, finnischer Moderner Fünfkämpfer († 1990)
- 06. August: Henry Iba, US-amerikanischer Basketballtrainer († 1993)
- 07. August: Gerhard Voigt, deutscher Ruderer († 1958)
- 08. August: Achille Varzi, italienischer Automobilrennfahrer († 1948)
- 09. August: Weston Adams, US-amerikanischer Sportfunktionär († 1973)
- 09. August: Conrado Rolando, uruguayischer Fechter († 1970)
- 10. August: Karl Helling, deutscher Schachspieler († 1937)
- 16. August: Donald McCorkindale, südafrikanischer Boxer († 1970)
- 20. August: Hans-Georg Lindenstaedt, deutscher Tischtennisspieler († 1975)
- 20. August: Judikje Simons, niederländische Turnerin († 1943)
- 25. August: Jimmy Slattery, US-amerikanischer Boxer im Halbschwergewicht († 1960)
- 26. August: Franz Horn, deutscher Fußballspieler († 1963)
- 31. August: Emiel Thienpont, belgischer Schwimmer und Wasserballspieler († 1978)
- 31. August: Juozas Žebrauskas, litauischer Fußballspieler († 1933)

### September
- 03. September: Ettore Rivolta, italienischer Leichtathlet († 1977)
- 04. September: Sabin Carr, US-amerikanischer Leichtathlet († 1983)
- 04. September: Wilhelm Tarnogrocki, deutscher Leichtathlet († 1993)
- 07. September: Daniel Prenn, deutscher Tennis- und Tischtennisspieler († 1991)
- 08. September: Ron Gibson, britischer Autorennfahrer († 1959)
- 09. September: Feroze Khan, pakistanischer Hockeyspieler und Olympiasieger († 2005)
- 10. September: Emil Zeibig, französischer Schwimmer († 1981)
- 11. September: Howard Kingsbury, US-amerikanischer Ruderer († 1991)
- 13. September: Luigi Bertolini, italienischer Fußballspieler († 1977)
- 14. September: Frank Amyot, kanadischer Kanute und Sportfunktionär († 1962)
- 14. September: Paul Buschenhagen, deutscher Radrennfahrer († 1993)
- 14. September: William Fenn, US-amerikanischer Radrennfahrer († 1980)
- 14. September: François Franck, belgischer Eishockeyspieler († 1965)
- 14. September: Walter Meyer, deutscher Ruderer († 1949)
- 16. September: Oscar Guldager, dänischer Radrennfahrer († 1986)
- 17. September: Christen Christensen, norwegischer Eiskunstläufer († 1969)
- 17. September: Harry Glancy, US-amerikanischer Schwimmer († 2002)
- 18. September: Paul Van den Broeck, belgischer Bobfahrer und Eishockeyspieler († 1972)
- 19. September: Franjo Gartner, jugoslawischer Radrennfahrer († 1992)
- 21. September: Guido De Filip, italienischer Ruderer († 1968)
- 23. September: Frank Cuhel, US-amerikanischer Leichtathlet († 1943)
- 23. September: Ibrahim Moustafa, ägyptischer Ringer († 1968)
- 27. September: Ernest Bayer, US-amerikanischer Ruderer († 1997)
- 28. September: Giulio Gaudini, italienischer Fechter († 1948)

### Oktober
- 01. Oktober: Hans Brunke, deutscher Fußballspieler († 1985)
- 01. Oktober: Milly Reuter, deutsche Golferin, Leichtathletin und Olympiateilnehmerin († 1976)
- 02. Oktober: Georges Miez, Schweizer Turner († 1999)
- 03. Oktober: Nils Johansson, schwedischer Eishockeytorhüter († 1936)
- 07. Oktober: Armando Castellazzi, italienischer Fußballspieler und -trainer († 1968)
- 07. Oktober: Cyril Horn, britischer Eisschnellläufer und Radsportler († 1987)
- 08. Oktober: Yves Giraud-Cabantous, französischer Automobilrennfahrer († 1973)
- 10. Oktober: Joseph Fitzgerald, US-amerikanischer Eishockeyspieler († 1987)
- 10. Oktober: Cyril Stiles, neuseeländischer Ruderer († 1985)
- 10. Oktober: Leopold Treffny, österreichischer Gewichtheber († unbekannt)
- 11. Oktober: Iwasaki Saburō, japanischer Skilangläufer und Skisportfunktionär († 1982)
- 14. Oktober: Henri Koch, luxemburgischer Bobfahrer († 1954)
- 15. Oktober: Maurice Ducos, französischer Schwimmer († 1983)
- 15. Oktober: Erkki Järvinen, finnischer Leichtathlet († 1991)
- 19. Oktober: Levi Casey, US-amerikanischer Leichtathlet († 1983)
- 19. Oktober: Viktor Rausch, deutscher Radrennfahrer († 1985)
- 20. Oktober: Walter Bussmann, Schweizer Skisportler († 1957)
- 24. Oktober: Stanisław Gąsienica-Sieczka, polnischer Skisportler († 1975)
- 24. Oktober: Ewald Riebschläger, deutscher Wasserspringer († 1993)
- 26. Oktober: Virgilio Felice Levratto, italienischer Fußballspieler und -trainer († 1968)
- 29. Oktober: Randi Bakke, norwegische Eiskunstläuferin († 1984)
- 29. Oktober: Carmelo Camet, argentinischer Florettfechter († 2007)
- 29. Oktober: Alston Wise, kanadischer Eishockeyspieler († 1984)
- 30. Oktober: Edmund Czaplicki, polnischer Eishockeytorhüter und Ruderer († 1940)
- 31. Oktober: Rudolf Burkert, deutschböhmischer Skisportler († 1985)

### November
- 04. November: Gustave Heiss, US-amerikanischer Fechter († 1982)
- 05. November: Alfredo Brilhante da Costa, brasilianischer Fußballspieler († 1980)
- 05. November: Robert Broadbent, australischer Radrennfahrer († 1986)
- 05. November: Jānis Daliņš, lettischer Leichtathlet († 1978)
- 07. November: Gino Rossetti, italienischer Fußballspieler († 1992)
- 10. November: André Raynaud, französischer Radrennfahrer († 1937)
- 10. November: Cesare Rossi, italienischer Ruderer († 1952)
- 11. November: Joseph Jackson, französischer Leichtathlet († 1981)
- 19. November: Antonio Vojak, italienischer Fußballspieler und -trainer († 1977)
- 20. November: Arnold Gartmann, Schweizer Sportler († 1980)
- 21. November: Vibeke Møller, dänische Schwimmerin († 1987)
- 23. November: Ludwig Rellstab, deutscher Schachspieler († 1983)
- 23. November: Carlos Torre Repetto, mexikanischer Schachspieler († 1978)
- 24. November: Luigi Rovati, italienischer Boxer († 1989)
- 24. November: Rein de Waal, niederländischer Hockeyspieler († 1985)
- 25. November: Toni Ortelli, italienischer Alpinist, Dirigent und Komponist († 2000)
- 25. November: Lillian Copeland, US-amerikanische Leichtathletin und Olympiasiegerin († 1964)
- 27. November: Valerijonas Balčiūnas, litauischer Fußballspieler, -schiedsrichter und -funktionär sowie Basketballspieler und -schiedsrichter († 1984)
- 28. November: Henryk Budziński, polnischer Ruderer († 1983)
- 29. November: Héctor Castro, uruguayischer Fußballspieler und -trainer († 1960)
- 30. November: Helmuth Naudé, deutscher Moderner Fünfkämpfer († 1943)

### Dezember
- 01. Dezember: Emile Duson, niederländischer Hockeyspieler († 1942)
- 01. Dezember: Gerrit Jannink, niederländischer Hockeyspieler († 1975)
- 01. Dezember: Jean Jourlin, französischer Ringer († 1979)
- 03. Dezember: Erich Recknagel, deutscher Skisportler († 1973)
- 05. Dezember: Rudolf Sönning, deutscher Bobfahrer († 1980)
- 06. Dezember: Charles Sheaffer, US-amerikanischer Hockeyspieler († 1989)
- 07. Dezember: Arthur Muggridge, britischer Leichtathlet († 1933)
- 08. Dezember: Marty Barry, kanadischer Eishockeyspieler († 1969)
- 08. Dezember: Wilmer Allison, US-amerikanischer Tennisspieler († 1977)
- 10. Dezember: Carin Nilsson, schwedische Schwimmerin († 1999)
- 10. Dezember: Henri Scharry, luxemburgischer Fußballtorhüter († 1954)
- 11. Dezember: Francis Tyler, US-amerikanischer Bobfahrer († 1956)
- 14. Dezember: Emmerich Nagy, österreichischer Motorradrennfahrer († 1929)
- 14. Dezember: Attila Petschauer, ungarischer Fechter († 1943)
- 15. Dezember: Helen Meany, US-amerikanische Wasserspringerin († 1991)
- 15. Dezember: Henry Russell, US-amerikanischer Leichtathlet († 1986)
- 16. Dezember: Giancarlo Cornaggia-Medici, italienischer Fechter († 1970)
- 24. Dezember: Alexandre Villaplane, französischer Fußballspieler († 1944)
- 25. Dezember: Paul Kunze, niederländischer Fechter († 1983)
- 27. Dezember: René Bonnet, französischer Automobilrennfahrer und Fahrzeugkonstrukteur († 1983)
- 31. Dezember: Franco Mazzotti, italienischer Adeliger, Pilot sowie Motorboot- und Automobilrennfahrer († 1942)

### Datum unbekannt
- Atanas Atanassow, bulgarischer Radrennfahrer († unbekannt)
- Michail Georgiew, bulgarischer Radrennfahrer († unbekannt)
- Prodan Georgiew, bulgarischer Radrennfahrer († unbekannt)
- Michail Klajnerow, bulgarischer Radrennfahrer († unbekannt)
- Antonio Malvassi, argentinischer Radrennfahrer († unbekannt)
- Teodor Marian, rumänischer Rugbyspieler († unbekannt)
- Werner Nüesch, Schweizer Leichtathlet († 1954)
- Borislaw Stojanow, bulgarischer Radrennfahrer († unbekannt)
- David Whitworth, britischer Motorradrennfahrer († 1950)

## Gestorben
- 28. Februar: Levegh (Alfred Velghe), französischer Automobilrennfahrer (* 1870)

- 03. März: Evan Thomas Jones, britischer Schwimmer (* 1850)

- 18. April: Sumner Paine, US-amerikanischer Sportschütze (* 1868)

- 02. Juli: Henri Béconnais, französischer Automobilrennfahrer (* 1869)
- 02. Juli: Hans Thum, deutscher Unternehmer und Automobilrennfahrer (* 1869)
- 21. Juli: Arthur MacEvoy, britischer Cricketspieler (* 1868)

- 07. August: Louis Dutfoy, französischer Sportschütze (* 1860)

- 19. Oktober: Galen Spencer, US-amerikanischer Bogenschütze (* 1840)

- 04. November: Alexander Panschin, russischer Eisschnellläufer und Eiskunstläufer (* 1863)
- 21. November: Jimmy Michael, walisischer Radrennfahrer (* 1877)
- 28. November: Hermann de Pourtalès, Schweizer Segler (* 1847)

- 03. Dezember: David Bratton, US-amerikanischer Schwimmer und Wasserballspieler (* 1869)
- 12. Dezember: Emanuel Schiffers, russischer Schachmeister (* 1850)